# 丘索夫斯科耶湖
61°13′41″N 56°35′19″E / 61.228074°N 56.588536°E
丘索夫斯科耶湖（俄语：Чусовское），是俄羅斯的湖泊，位於該國西部彼爾姆邊疆區，面積19.4平方公里，海拔高度127.3米，平均水深1.5米，最大水深8米，集水區面積2,090平方公里。